# Milan Indoor 2002 - Qualificazioni singolare
Le qualificazioni del singolare  del Milan Indoor 2002 sono state un torneo di tennis preliminare per accedere alla fase finale della manifestazione. I vincitori dell'ultimo turno sono entrati di diritto nel tabellone principale. In caso di ritiro di uno o più giocatori aventi diritto a questi sono subentrati i lucky loser, ossia i giocatori che hanno perso nell'ultimo turno ma che avevano una classifica più alta rispetto agli altri partecipanti che avevano comunque perso nel turno finale.
Le qualificazioni del torneo Milan Indoor 2002 prevedevano 32 partecipanti di cui 4 sono entrati nel tabellone principale.

## Teste di serie
1. Maks Mirny (Qualificato)
2. Gianluca Pozzi (ultimo turno)
3. Christian Vinck (Qualificato)
4. Renzo Furlan (ultimo turno)

1. Nenad Zimonjić (ultimo turno)
2. Cristiano Caratti (Qualificato)
3. Nicolas Thomann (Qualificato)
4. Francisco Costa (ultimo turno)

## Qualificati
1. Maks Mirny
2. Cristiano Caratti

1. Christian Vinck
2. Nicolas Thomann

## Tabellone

### Legenda
| - Q = Qualificato - WC = Wild card - LL = Lucky loser | - ALT = Alternate - SE = Special Exempt - PR = Protected Ranking | - w/o = Walkover - r = Ritirato - d = Squalificato |

### Sezione 1
|  | Primo turno     | Primo turno     | Primo turno     | Primo turno | Primo turno |  |  | Secondo turno | Secondo turno   | Secondo turno   | Secondo turno   | Secondo turno   |   |   | Ultimo turno | Ultimo turno | Ultimo turno | Ultimo turno | Ultimo turno |  |
|  |                 |                 |                 |             |             |  |  |               |                 |                 |                 |                 |   |   |              |              |              |              |              |  |
|  | 1               | Maks Mirny      | Maks Mirny      | 6           | 6           |  |  |               |                 |                 |                 |                 |   |   |              |              |              |              |              |  |
|  |                 | Elia Grossi     | Elia Grossi     | 1           | 0           |  |  | 1             | Maks Mirny      | 6               | 3               | 6               |   |   |              |              |              |              |              |  |
|  | Ján Krošlák     | Ján Krošlák     | 5               | 6           | 7           |  |  |               | Ján Krošlák     | 4               | 6               | 4               |   |   |              |              |              |              |              |  |
|  | Tomáš Cakl      | Tomáš Cakl      | 7               | 2           | 64          |  |  |               |                 |                 |                 |                 |   |   | 1            | Maks Mirny   | Maks Mirny   | 6            | 7            |  |
|  | Matteo Colla    | Matteo Colla    | 2               | 6           | 6           |  |  |               |                 | 8               | Francisco Costa | Francisco Costa | 3 | 5 |              |              |              |              |              |  |
|  | Mattia Livraghi | Mattia Livraghi | 6               | 3           | 3           |  |  |               | Matteo Colla    | Matteo Colla    | 62              | 68              |   |   |              |              |              |              |              |  |
|  | 8               | Francisco Costa | Francisco Costa | 6           | 6           |  |  | 8             | Francisco Costa | Francisco Costa | 7               | 7               |   |   |              |              |              |              |              |  |
|  |                 | Giuseppe Menga  | Giuseppe Menga  | 4           | 4           |  |  |               |                 |                 |                 |                 |   |   |              |              |              |              |              |  |

### Sezione 2
|  | Primo turno            | Primo turno            | Primo turno            | Primo turno | Primo turno |  |  | Secondo turno | Secondo turno          | Secondo turno          | Secondo turno     | Secondo turno     |   |   | Ultimo turno | Ultimo turno   | Ultimo turno   | Ultimo turno | Ultimo turno |  |
|  |                        |                        |                        |             |             |  |  |               |                        |                        |                   |                   |   |   |              |                |                |              |              |  |
|  | 2                      | Gianluca Pozzi         | Gianluca Pozzi         | 7           | 6           |  |  |               |                        |                        |                   |                   |   |   |              |                |                |              |              |  |
|  |                        | Davide Scala           | Davide Scala           | 6(1)        | 2           |  |  | 2             | Gianluca Pozzi         | Gianluca Pozzi         | 7                 | 6                 |   |   |              |                |                |              |              |  |
|  | Guillermo García López | Guillermo García López | Guillermo García López | 7           | 6           |  |  |               | Guillermo García López | Guillermo García López | 5                 | 1                 |   |   |              |                |                |              |              |  |
|  | Philipp Mukhometov     | Philipp Mukhometov     | Philipp Mukhometov     | 63          | 2           |  |  |               |                        |                        |                   |                   |   |   | 2            | Gianluca Pozzi | Gianluca Pozzi | 3            | 3            |  |
|  | Andrea Stoppini        | Andrea Stoppini        | Andrea Stoppini        | 6           | 6           |  |  |               |                        | 6                      | Cristiano Caratti | Cristiano Caratti | 6 | 6 |              |                |                |              |              |  |
|  | Stefano Tarallo        | Stefano Tarallo        | Stefano Tarallo        | 3           | 4           |  |  |               | Andrea Stoppini        | 6                      | 3                 | 1                 |   |   |              |                |                |              |              |  |
|  | 6                      | Cristiano Caratti      | Cristiano Caratti      | 6           | 6           |  |  | 6             | Cristiano Caratti      | 4                      | 6                 | 6                 |   |   |              |                |                |              |              |  |
|  |                        | Fabio Colangelo        | Fabio Colangelo        | 2           | 2           |  |  |               |                        |                        |                   |                   |   |   |              |                |                |              |              |  |

### Sezione 3
|  | Primo turno         | Primo turno         | Primo turno    | Primo turno | Primo turno |  |  | Secondo turno | Secondo turno   | Secondo turno   | Secondo turno  | Secondo turno |   |   | Ultimo turno | Ultimo turno    | Ultimo turno | Ultimo turno | Ultimo turno |  |
|  |                     |                     |                |             |             |  |  |               |                 |                 |                |               |   |   |              |                 |              |              |              |  |
|  | 3                   | Christian Vinck     | 6              | 6           | 6           |  |  |               |                 |                 |                |               |   |   |              |                 |              |              |              |  |
|  |                     | Marcelo Charpentier | 3              | 7           | 4           |  |  | 3             | Christian Vinck | Christian Vinck | 6              | 6             |   |   |              |                 |              |              |              |  |
|  | Amir Hadad          | Amir Hadad          | 6              | 63          | 7           |  |  |               | Amir Hadad      | Amir Hadad      | 3              | 4             |   |   |              |                 |              |              |              |  |
|  | Stefano Pescosolido | Stefano Pescosolido | 4              | 7           | 64          |  |  |               |                 |                 |                |               |   |   | 3            | Christian Vinck | 7            | 5            | 7            |  |
|  | Gilles Müller       | Gilles Müller       | Gilles Müller  | 6           | 6           |  |  |               |                 | 5               | Nenad Zimonjić | 5             | 7 | 5 |              |                 |              |              |              |  |
|  | Ivajlo Trajkov      | Ivajlo Trajkov      | Ivajlo Trajkov | 2           | 4           |  |  |               | Gilles Müller   | 7               | 3              | 4             |   |   |              |                 |              |              |              |  |
|  | 5                   | Nenad Zimonjić      | Nenad Zimonjić | 6           | 6           |  |  | 5             | Nenad Zimonjić  | 62              | 6              | 6             |   |   |              |                 |              |              |              |  |
|  |                     | Matteo Gotti        | Matteo Gotti   | 1           | 4           |  |  |               |                 |                 |                |               |   |   |              |                 |              |              |              |  |

### Sezione 4
|  | Primo turno        | Primo turno         | Primo turno        | Primo turno | Primo turno |  |  | Secondo turno | Secondo turno   | Secondo turno   | Secondo turno   | Secondo turno   |   |   | Ultimo turno | Ultimo turno | Ultimo turno | Ultimo turno | Ultimo turno |  |
|  |                    |                     |                    |             |             |  |  |               |                 |                 |                 |                 |   |   |              |              |              |              |              |  |
|  | 4                  | Renzo Furlan        | Renzo Furlan       | 6           | 6           |  |  |               |                 |                 |                 |                 |   |   |              |              |              |              |              |  |
|  |                    | Lovro Zovko         | Lovro Zovko        | 3           | 4           |  |  | 4             | Renzo Furlan    | Renzo Furlan    | 6               | 6               |   |   |              |              |              |              |              |  |
|  | Nicola Bruno       | Nicola Bruno        | 4                  | 7           | 6           |  |  |               | Nicola Bruno    | Nicola Bruno    | 4               | 3               |   |   |              |              |              |              |              |  |
|  | Daniele Bracciali  | Daniele Bracciali   | 6                  | 5           | 4           |  |  |               |                 |                 |                 |                 |   |   | 4            | Renzo Furlan | Renzo Furlan | 1            | 3            |  |
|  | Orlin Stanojčev    | Orlin Stanojčev     | Orlin Stanojčev    | 6           | 6           |  |  |               |                 | 7               | Nicolas Thomann | Nicolas Thomann | 6 | 6 |              |              |              |              |              |  |
|  | Massimo Dell'Acqua | Massimo Dell'Acqua  | Massimo Dell'Acqua | 3           | 4           |  |  |               | Orlin Stanojčev | Orlin Stanojčev | 4               | 63              |   |   |              |              |              |              |              |  |
|  | 7                  | Nicolas Thomann     | 7                  | 5           | 6           |  |  | 7             | Nicolas Thomann | Nicolas Thomann | 6               | 7               |   |   |              |              |              |              |              |  |
|  |                    | Vincenzo Santopadre | 5                  | 7           | 3           |  |  |               |                 |                 |                 |                 |   |   |              |              |              |              |              |  |